# Bioassinatura

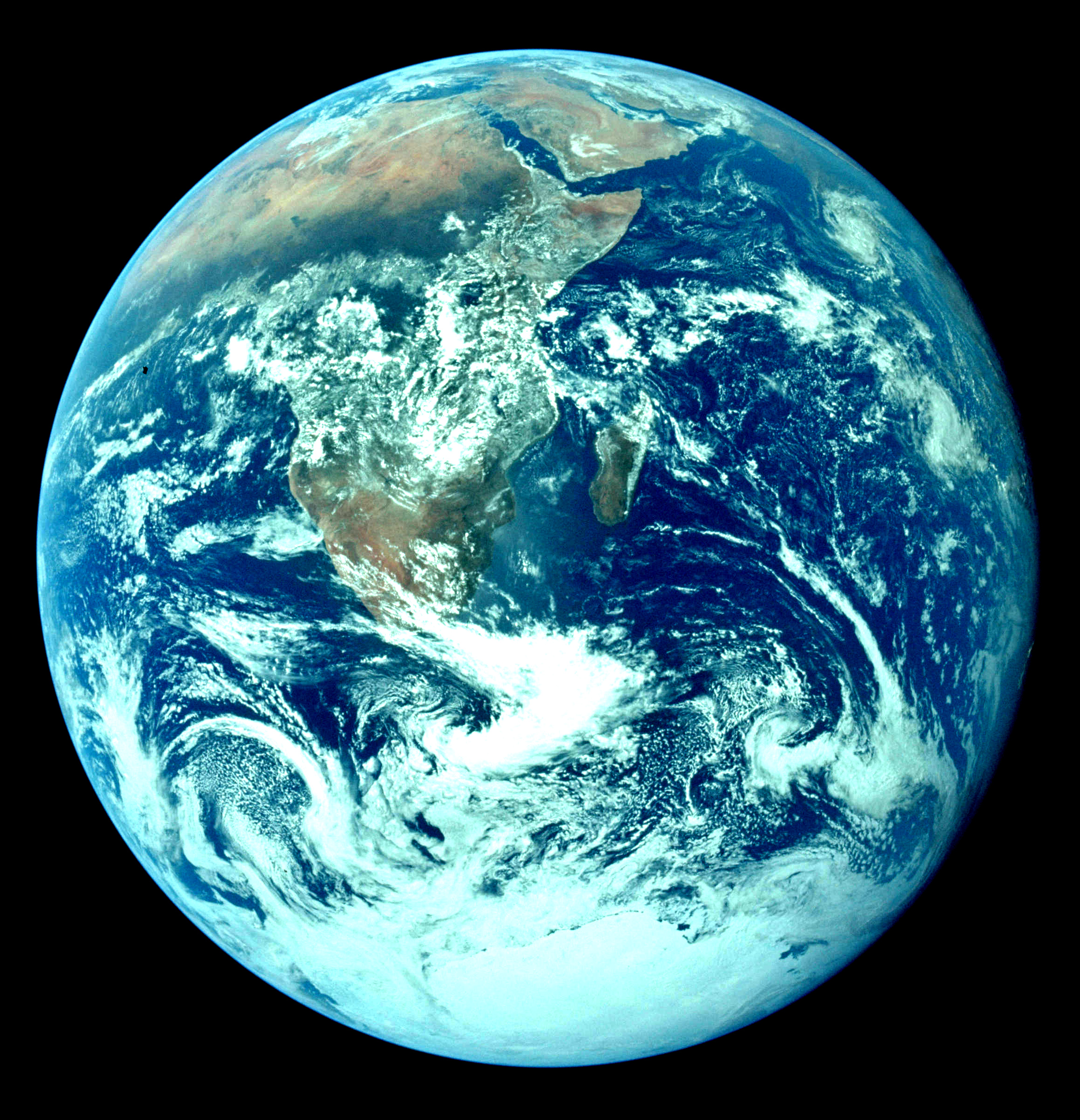
O acúmulo de oxigênio na atmosfera terrestre foi e continua sendo propiciado pela fotossíntese, inicialmente feita por microrganismos unicelulares como as cianobactérias e posteriormente pela diversificação da vida (plantas, algas etc.)

Bioassinatura, também conhecida como "biomarcador" ou "bioindicador", é um indicativo de atividade biológica presente ou passada e, em geral, consiste no produto do metabolismo de organismos vivos. Em outras palavras, trata-se de algum traço, elemento ou característica que indique que há ou houve vida num determinado planeta ou satélite. Por exemplo, o oxigênio, gás abundante na atmosfera terrestre, é considerado uma bioassinatura de nosso planeta, pois é produzido por organismos fotossintetizantes.
Trata-se, portanto, de um conceito fundamental para a área da Astrobiologia, uma vez que esta se dedica a estudar o passado, o presente e o futuro da vida na Terra e a possibilidade de sua existência em outros mundos.

## Tipos de bioassinaturas
As bioassinaturas subdividem-se em alguns tipos: moleculares, morfológicas e tecnológicas.
As moleculares compreendem: padrões de isótopos; minerais precipitados por atividade biológica; gases atmosféricos e variações sazonais na detecção de gases e outros fatores que possam indicar a interação de organismos vivos com a troca de estações.
As morfológicas compreendem: macro ou microestruturas sedimentares, como fósseis.
Recentemente, houve a proposição de um tipo especial de bioassinatura: a tecnológica, também chamada de tecnoassinatura, ou seja, indicadores de atividade tecnológica por hipotéticas civilizações extraterrestres. Exemplos de tecnoassinaturas seriam robôs, sondas e satélites artificiais como aqueles produzidos na Terra e enviados a outros locais do Sistema Solar (i.e. missões Perseverance e Venera, satélites Sputink e sondas Voyager, Pioneer e Huygens). Também entram nessa categoria sinais de rádio (objeto de estudo dos projetos SETI) e estruturas artificiais hipotéticas como as Esferas de Dyson.
Independentemente do tipo, todas as bioassinaturas caracterizam a modificação do ambiente pela presença da vida.

## Roadmapda NASA

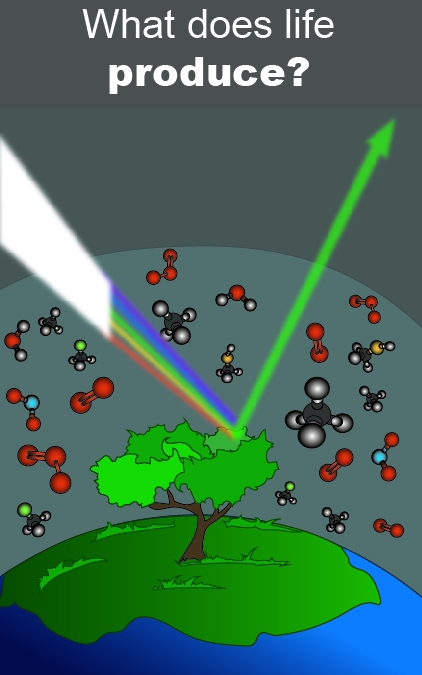
Independentemente do tipo, as bioassinaturas são indicativos de um ambiente modificado pela vida.

Bioassinaturas constituem o sétimo objetivo do mapa de ação da NASA para o desenvolvimento da Astrobiologia. Trata-se de um documento que dá um direcionamento ao campo, organizando-o em torno de três questões principais:
1. Qual é a origem da vida e, especialmente, da vida na Terra?
2. Existe vida em outros locais do Universo além de nosso planeta?
3. Qual é o futuro da vida na Terra e além dela?

O documento também define sete grandes focos de investigação da disciplina, chamados de "objetivos científicos". Especificamente em relação às bioassinaturas, ele define que o primeiro passo é saber reconhecer esses indicadores de vida e corretamente interpretá-los. A partir daí, é preciso identificar bioassinaturas capazes de caracterizar vida pregressa em amostras da Terra primitiva, assim como buscá-las em amostras obtidas por missões in situ e até em amostras trazidas para a Terra de outros mundos. Menciona também a identificação e medição de bioassinaturas detectadas remotamente em atmosferas e superfícies de exoplanetas, ou seja, planetas que estão fora do Sistema Solar, orbitando outras estrelas ou gravitacionalmente errantes.
Um dos desafios na detecção e identificação de bioassinaturas é que não se sabe quais aspectos da vida tal qual a conhecemos na Terra são exclusivos de nossa biosfera e quais são universais. Essa incerteza influencia na formatação das buscas e testes realizados em amostras, já que o que se procura em ambientes extraterrestres são traços e padrões conhecidos na Terra. O documento reconhece que alguns processos e estruturas moleculares terrestres (como o DNA e as proteínas, por exemplo) podem não se repetir em outros locais, embora pontue que os princípios básicos da evolução biológica podem, de fato, ser universais.
Por fim, entende-se que, para serem inequívocas, as bioassinaturas (ou seja, os sinais de alterações num determinado ambiente pela presença de vida) devem ser suficientemente complexas e abundantes, e sua ocorrência por processos abióticos deve ser improvável.

## Falso positivo e negativo

O DNA é uma estrutura universal ou local? É possível que procurar por uma química familiar constitua uma espécie de viés geocêntrico.

Um falso positivo ocorre quando um indicador ou sinal entendido como causado por atividade biológica é, na verdade, fruto de processos abióticos. Em exemplo de falso positivo foi o do Programa Viking, responsável pelo envio das sondas Viking 1 e 2 a Marte na década de 1970. Três experimentos de busca por vida extraterrestre foram enviados; dois deles partindo do pressuposto de que uma possível vida marciana seria similar à vida microbiana terrestre. Uma mistura de água e matéria orgânica foi misturada ao regolito marciano na expectativa de que um metabolismo consumisse esses elementos e liberasse gás carbônico. Inicialmente, o resultado foi positivo, porém, com o tempo, compreendeu-se que a composição mineral do regolito, consideravelmente distinta do solo terrestre, era o que causava a degradação dos nutrientes por meio de reação puramente química. Este caso constituiu um falso positivo.
Um falso negativo, por outro lado, corresponderia à inabilidade de detectar vida extraterrestre por ela ser diferente do que se espera e projeta, e, portanto, ter seus traços confundidos com processos químicos, geológicos etc.

### Biosfera Sombra
Uma hipótese que leva em consideração nossa inabilidade de reconhecer vida não familiar é a chamada "Biosfera Sombra". Essa hipótese parte da ideia de que todas as formas de vida conhecidas e catalogadas em nosso planeta são similares do ponto de vista molecular, tendo o mesmo ancestral nos primeiros bilhões de anos da Terra. Entretanto, poderia haver uma ou mais linhagens de vida provindas de origem distinta e, portanto, com uma bioquímica desconhecida, compartilhando o planeta conosco sem ser detectada. Assim, a hipótese gira em torno de caminhos alternativos e diferentes gêneses para a vida, mesmo na Terra.

## Potenciais bioassinaturas
Controvérsias envolvendo potenciais bioassinaturas em formato de fósseis e gases atmosféricos ocorreram nas últimas décadas. Embora ainda suscitem debates, os casos listados a seguir podem ser considerados falsos positivos ou podem gerar falsos positivos. 

### Allan Hills 84001

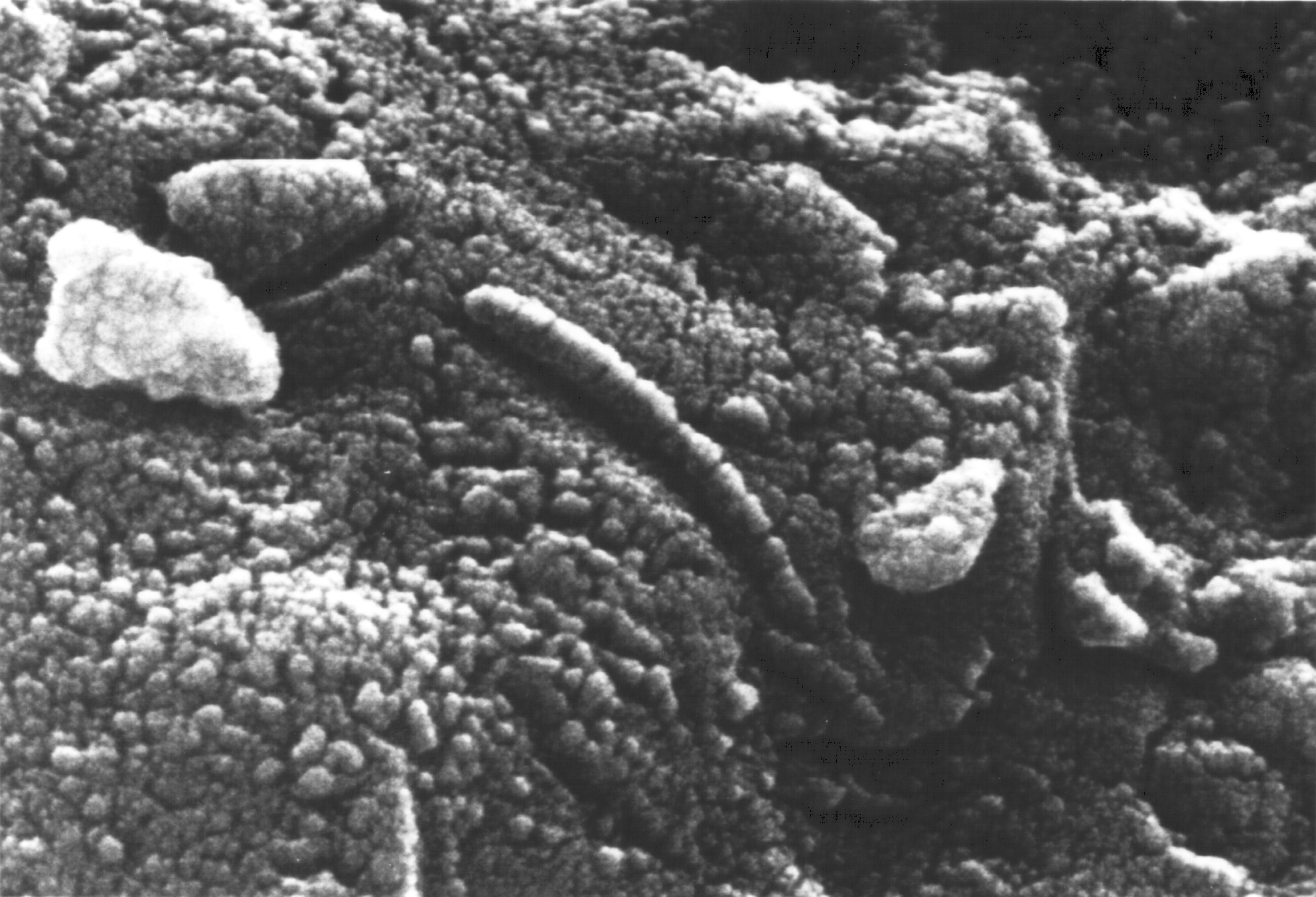
Microestruturas tubulares propostas como fósseis no meteorito marciano ALH84001.

Também conhecido como "ALH84001", trata-se de um meteorito de origem marciana encontrado na Antártida em 1984 cuja idade estimada é de 4 bilhões de anos. Em 1996, um estudo propôs que estruturas microscópicas tubulares encontradas dentro do meteorito possuíam origem biológica, sendo microfósseis de colônias bacterianas. Estudos posteriores, contudo, concluíram que processos abióticos podem formar estruturas similares. O debate ainda vigora, inclusive com novos argumentos, mas a postura da comunidade científica é de que as microestruturas são formações geológicas cujo formato apenas imita fósseis.

### Metano em Marte
A vida é um fenômeno que causa desequilíbrio químico e energético nos sistemas onde está presente. Isso porque organismos vivos, por meio de seus metabolismos, consomem energia disponível e geram produtos. Na Terra, o gás metano é um desses produtos, sendo que 90% da produção desse gás é atribuída às atividades metabólicas de organismos vivos. Em Marte, foi detectada a presença desse gás, juntamente com vapor d'água, durante o verão de 2003 e 2006, assim como variações ao longo das estações.
Essas detecções são intrigantes porque as concentrações de metano podem estar relacionadas à atividade microbiana. Seu status como uma bioassinatura, contudo, é incerto, já que processos hidrotermais atuais e vulcanismo já extinto podem ser os responsáveis pela presença desse gás na atmosfera.

### Fosfina em Vênus

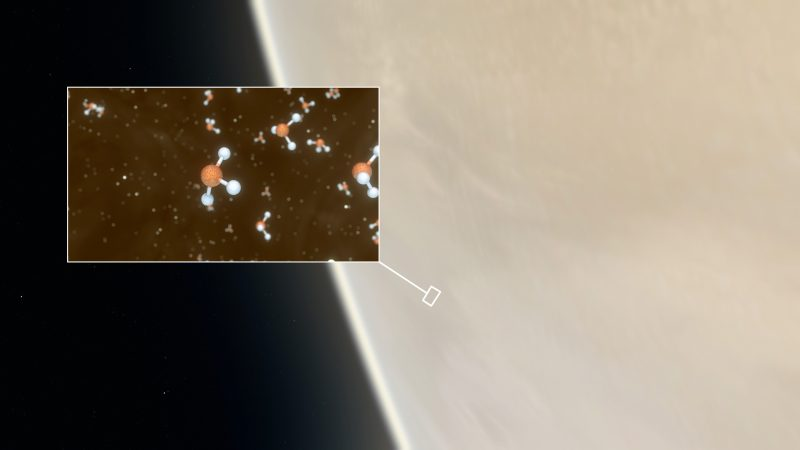
Detecção proposta do elemento fosfina na atmosfera de Vênus em 2020 foi subsequentemente contestada.

Em 2020, houve uma proposta de detecção do gás fosfina na atmosfera de Vênus. O artigo reavivou uma antiga proposta dos cientistas Harold Morowitz e Carl Sagan a respeito da presença de uma vida flutuante nas nuvens daquele planeta, uma vez que sua superfície é notoriamente hostil por sua temperatura e pressão elevadas. Pouco tempo após sua publicação, entretanto, o artigo de 2020 foi contestado por estudos que afirmavam que ou os níveis de fosfina eram muito mais baixos do que o inicialmente indicado ou que a assinatura espectroscópica desse elemento havia sido confundida com a de outros gases, indicando, inclusive, erros na calibragem dos instrumentos utilizados na detecção.
Assim como o caso do metano em Marte, a detecção de fosfina em Vênus poderia ser considerada uma bioassinatura caso fosse confirmada, uma vez que, na Terra, esse elemento é resultado de atividades antrópicas e/ou da decomposição da matéria orgânica por microrganismos anaeróbicos.

### Oxigênio
Originalmente, o oxigênio em abundância era considerado uma bioassinatura inequívoca, especialmente no que tange à detecção remota de bioassinatura em exoplanetas. Hoje, entretanto, a questão é mais complexa, pois há dinâmicas planetárias que podem gerar esse elemento mesmo sem a presença de vida. Além disso, o oxigênio como produto da fotossíntese só esteve presente na atmosfera terrestre em grandes concentrações por um período relativamente curto da história do planeta. Assim, a capacidade de detectar a presença desse elemento e corretamente interpretar sua origem em exoplanetas depende da análise do contexto ambiental local. 
Além do oxigênio, da fosfina e do metano, outros gases já foram propostos como bioassinaturas gasosas, como o ozônio e o óxido nitroso.